# 特羅揚尼夫卡 (波爾塔瓦區)
特羅揚尼夫卡（烏克蘭語：Троянівка），是烏克蘭的村落，位於該國中部波爾塔瓦州，由波爾塔瓦區負責管轄，處於格倫-塔尚河畔，距離比爾基2公里，面積1.07平方公里，海拔高度101米，2001年人口102。